# Normální lidi
Normální lidi, v anglickém originále Normal People, je irský seriál, jehož děj vychází ze stejnojmenné knihy od Sally Rooney. Seriál sleduje vztah mezi Marianne Sheridan (Daisy Edgar-Jones) a Connellem Waldronem (Paul Mescal) od středoškolských studií až po vysokoškolské roky na Trinity College. Hlavními scenáristy seriálu jsou Rooney a Alice Birch, režie se ujali Lenny Abrahamson a Hettie Macdonald.
Seriál byl ve Velké Británii poprvé vysílán na BBC Three dne 26. dubna 2020, poté následovalo týdenní vysílání na BBC One. Irská premiéra proběhla na RTÉ One 28. dubna 2020. Ve Spojených státech byl seriál vydána v plném rozsahu na Hulu 29. dubna 2020. V Česku je seriál dostupný prostřednictvím HBO go. 
Seriál získal ohlas u kritiků, kteří chválili herecké výkony, režii, scénář, estetiku a pojetí milostných scén. Na 72. ročníku udílení cen Emmy byl seriál nominován na čtyři ocenění, mimo jiné za vynikajícího herce v hlavní roli (Paul Mescal) a za vynikající režii (Lenny Abrahamson). Seriál byl také nominován na dva Zlaté glóby v kategoriích nejlepší herečka (Daisy Edgar-Jones) a nejlepší minisérie.

## O seriálu
Seriál sleduje Marianne Sheridan a Connella Waldrona během jejich studia na střední škole v hrabství Sligo na irském pobřeží Atlantiku a později během vysokoškolského studia na Trinity College v Dublinu.
Důraz je kladen především na komplexní vztah Connella a Marianne. Marianne její vrstevníci na střední škole považují za podivínku. Marianne ale na jejím sociální postavení nezáleží. I přes výborné studijní výsledky je nešťastná, život jí komplikuje odmítavá matka Denise a nepřátelský bratr Alan. Její otec zemřel a později se ukázalo, že byl domácím násilníkem. Mariannina rodina se o něm vůbec nezmiňuje.
Connell je úspěšným sportovcem a studentem. Žije se svou svobodnou matkou Lorraine, kterou Denise zaměstnává jako uklízečku. Ve škole je oblíbený, i když mlčí, když jeho kamarádi Marianne neustále šikanují. To vytváří složitost a spor vztahu Marianne a Connella.

## Obsazení
| Daisy Edgar-Jones  | Marianne Sheridan (český dabing: Nina Horáková)                                                  |
| Paul Mescal        | Connell Waldron (český dabing: Petr Neskusil)                                                    |
| Sarah Greene       | Lorraine Waldron, Connellova matka (český dabing: Zuzana Ščerbová)                               |
| Aislín McGuckin    | Denise Sheridan, Mariannina matka (český dabing: Radka Přibyslavská)                             |
| Éanna Hardwicke    | Rob Hegarty, Connellův blízký přítel (český dabing: Bohumil Švarc ml.)                           |
| Frank Blake        | Alan Sheridan, Mariannin bratr (český dabing: Roman Štabrňák)                                    |
| Eliot Salt         | Joanna, Mariannina kamarádka z vysoké školy (český dabing: Tereza Martinková)                    |
| India Mullen       | Peggy, Mariannina kamarádka z vysoké školy (český dabing: Martina Kechnerová)                    |
| Seán Doyle         | Eric, Connellův kamarád ze střední školy (český dabing: Radek Škvor)                             |
| Fionn O'Shea       | Jamie, Mariannin kamarád a pozdější přítel (český dabing: Robert Hájek)                          |
| Clinton Liberty    | Kiernan (český dabing: Viktor Dvořák)                                                            |
| Niamh Lynch        | Karen, Mariannina kamarádka ze střední školy (český dabing: Kristýna Skružná)                    |
| Leah McNamara      | Rachel Moran, spolužačka Marianne a Connella ze střední školy (český dabing: Denisa Nesvačilová) |
| Desmond Eastwood   | Niall, Connellův spolubydlící na vysoké škole                                                    |
| Sebastian de Souza | Gareth, Connellův spolužák na střední škole a Mariannin přítel na vysoké škole                   |
| Kwaku Fortune      | Philip, Mariannin kamarád z vysoké školy                                                         |
| Aoife Hinds        | Helen Brophy, Connellova přítelkyně na vysoké škole                                              |
| Lancelot Ncube     | Lukas, Mariannin přítel ve Švédsku                                                               |

## Seznam dílů
| Č. v seriálu | Č. v řadě | Původní název | Režie            | Scénář                     | Premiéra ve VB |
| ------------ | --------- | ------------- | ---------------- | -------------------------- | -------------- |
| 1            | 1         | Episode 1     | Lenny Abrahamson | Sally Rooney a Alice Birch | 26. dubna 2020 |
| 2            | 2         | Episode 2     | Lenny Abrahamson | Sally Rooney a Alice Birch | 26. dubna 2020 |
| 3            | 3         | Episode 3     | Lenny Abrahamson | Sally Rooney a Alice Birch | 26. dubna 2020 |
| 4            | 4         | Episode 4     | Lenny Abrahamson | Sally Rooney a Alice Birch | 26. dubna 2020 |
| 5            | 5         | Episode 5     | Lenny Abrahamson | Sally Rooney a Alice Birch | 26. dubna 2020 |
| 6            | 6         | Episode 6     | Lenny Abrahamson | Sally Rooney a Alice Birch | 26. dubna 2020 |
| 7            | 7         | Episode 7     | Hettie Macdonald | Alice Birch                | 26. dubna 2020 |
| 8            | 8         | Episode 8     | Hettie Macdonald | Alice Birch                | 26. dubna 2020 |
| 9            | 9         | Episode 9     | Hettie Macdonald | Alice Birch                | 26. dubna 2020 |
| 10           | 10        | Episode 10    | Hettie Macdonald | Alice Birch                | 26. dubna 2020 |
| 11           | 11        | Episode 11    | Hettie Macdonald | Mark O'Rowe                | 26. dubna 2020 |
| 12           | 12        | Episode 12    | Hettie Macdonald | Alice Birch                | 26. dubna 2020 |